# Пятьдесят долларов США (банкнота)
Пятьдесят долларов США — банкнота США введена в обращение в 1861 году.
Выпускается Федеральной резервной системой США. Печатает банкноты Бюро гравировки и печати США. По данным бюро, срок службы банкноты составляет 55 месяцев. Приблизительно 6 % всех отпечатанных в 2009 году банкнот составили 50-долларовые.

## Внешний вид
Банкнота имеет размер 156 мм на 66,3 мм. На аверсе банкноты изображен 18-й президент США Улисс Грант, на реверсе — Капитолий США, где с середины XIX века заседает Конгресс США.

Варианты банкнот
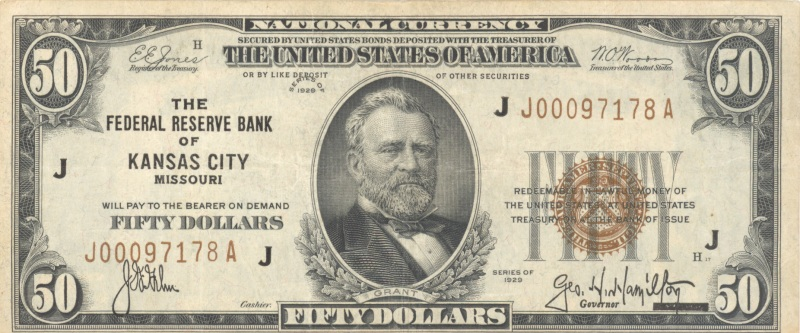
1929 год
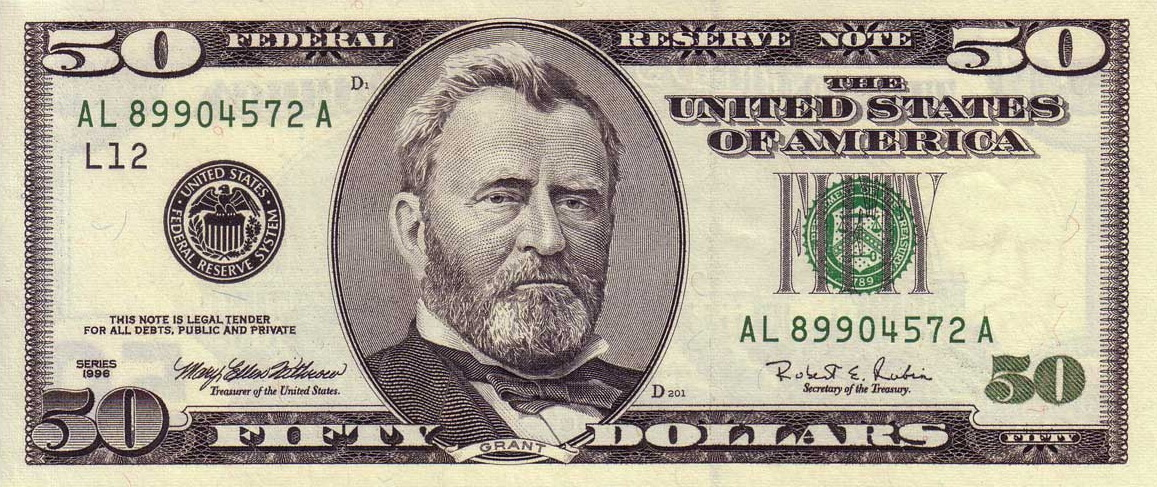
1996 год
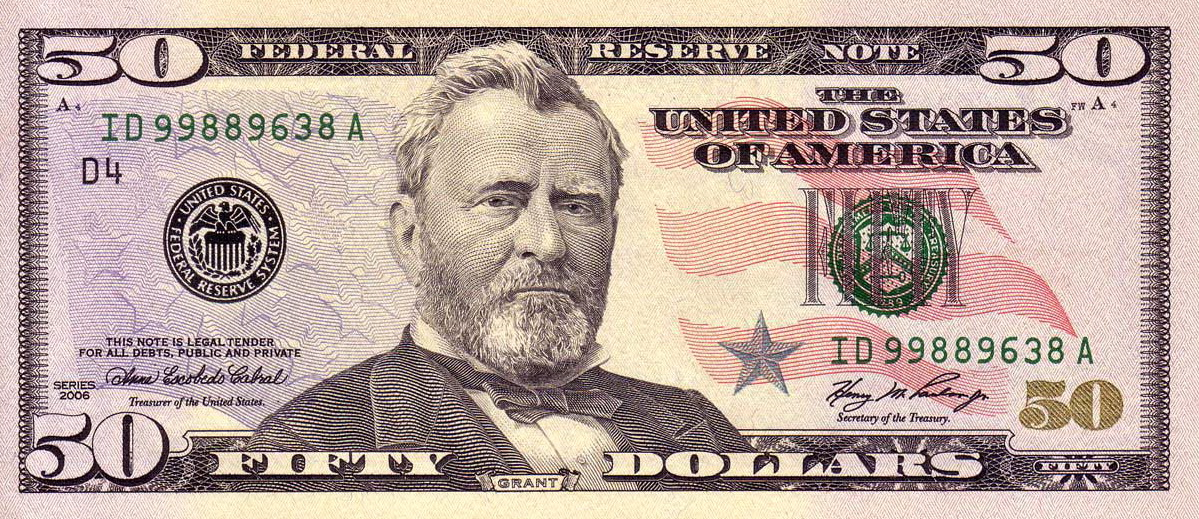
2006 год